# 58 (numero)
Cinquantotto (cf. latino duodesexaginta, greco ὀκτὼ καὶ πεντήκοντα) è il numero naturale dopo il 57 e prima del 59.

## Proprietà matematiche
- È un numero pari.
- È un numero composto dai seguenti divisori: 1, 2 e 29. Poiché la somma dei relativi divisori è 32 < 58, è un numero difettivo.
- È un numero semiprimo.
- È un numero omirpimes.
- È la somma dei primi sette numeri primi.
- È un numero undecagonale.
- È un numero noncototiente.
- È un numero idoneo.
- È un numero di Smith nel sistema numerico decimale.
- È la somma di due quadrati, 58 = 32 + 72.
- È parte delle terne pitagoriche (40, 42, 58), (58, 840, 842).
- È un numero intero privo di quadrati.

## Astronomia
- 58P/Jackson-Neujmin è una cometa periodica del sistema solare.
- 58 Concordia è un asteroide della fascia principale del sistema solare.
- NGC 58 è una galassia spirale della costellazione della Balena.

## Astronautica
- Cosmos 58 è un satellite artificiale russo.

## Convenzioni

### Telefonia
- È il prefisso telefonico internazionale venezuelano, da premettere per le chiamate internazionali dirette per il Venezuela.

## Chimica
- È il numero atomico del Cerio (Ce), un lantanoide.

## Sport
- Era il numero che veniva usato da Marco Simoncelli; dopo la morte di quest'ultimo, si è deciso di non utilizzarlo più in MotoGP.

## Leggende metropolitane
Secondo una leggenda metropolitana particolarmente diffusa nel nord Italia e non basata su ricerche scientifiche, affiggere un cartello con scritto in nero a caratteri grandi il numero 58 terrebbe lontano le mosche. Tale tesi si basa sulla presupposizione che l'insetto vedrebbe nel cartello il pericolo di una ragnatela, tenendosi quindi a distanza..